# 쇼너 월드론
셔나 월드론(Shawna Waldron, 1982년 1월 25일 ~ )은 미국의 배우이다.
글렌데일에서 태어났다.

## 영화
- 사이러스 (2010년)
- 대통령의 연인 (1995년)
- 리틀 자이언트 (1994년)